# Allen, Oklahoma
Allen är en kommun (town) i Hughes County, och Pontotoc County, i Oklahoma. Vid 2010 års folkräkning hade Allen 932 invånare.